# Народное движение 1990 года
Народное движение 1990 года (Джана Андолан 2046 — непальск. २०४६ जनआन्दोलन), или Непальская революция 1990 года — многопартийное движение в Непале, положившее конец панчаятской системе и заставившее преобразовать абсолютную монархию в конституционную.
Движение было отмечено единством между различными политическими партиями. Различные коммунистические группировки не только объединились в Объединенный левый фронт, но и сотрудничали с такими силами, как Непальский конгресс. Одним из результатов этого единства стало образование Коммунистической партии Непала (Объединённой марксистско-ленинской).

## История
В 1989 году две группы, Непальский конгресс — крупнейшая нелегальная политическая партия в стране (социал-демократического толка — и Объединённый левый фронт — коалиция коммунистических и других радикальных левых партий, в которой доминировала Коммунистическая партия Непала (объединённая марксистско-ленинская), — объединили свои усилия, чтобы начать политическую кампанию против системы панчаятов и за установление многопартийной демократии в стране.
Народное движение (Джана Андолан) официально началось 18 февраля 1990 года — в День демократии в Непале. Оно опиралось на поддержку населения долины Катманду и многих местностей в зоне тераев и Малых Гималаев на фоне экономического кризиса, усиленного спорами с Индией в конце 1980-х. Чтобы остановить движение, 17 февраля 1990 года правительство арестовало лидеров национального и районного уровней как НК, так и ОЛФ, и запретило все оппозиционные газеты.
В своем радиообращении король Бирендра призвал нацию «сплотиться вокруг монархии» и проводить реформы по конституционным каналам. При этом в конце февраля полиция открыла огонь по демонстрации в Бхактапуре, в результате чего погибли 12 человек. Несмотря на репрессии, расстрелы и запрет Движения за запрет демократии, объединившего основные партии, оно становилось всё более масштабным, и демонстрации не утихали на протяжении почти трёх месяцев. Тысячи студентов и учащихся выступили против вооружённой полиции, сотни были арестованы и ранены. Движение, в частности Всеобщая федерация непальских профсоюзов, призывало к бандхам (разновидность всеобщей забастовки), которые быстро распространились по стране.
Нарушена была не только связь между активистами оппозиции, но и вертикаль режима, в результате чего местным органам власти приходилось справляться с низовыми выступлениями по своему усмотрению. Некоторые из них даже присоединились к народному движению в отсутствие центрального правительства. Протестное движение распространялось из сельской местности, достигнув столицы Катманду. После того, как армия расстреляла протестующих в Патане в начале апреля, движение собрало около 2 000 000 человек, которые прошли по столице маршем протеста против монархии.
В течение нескольких дней полиция застрелила десятки человек; протестующие блокировали улицы и выставляли напоказ флаги, требуя восстановления многопартийной демократической системы, существовавшей в стране в 1950-х годах. В разгар протестов люди окружили правительственные здания, призывая короля принять их требования. 6 апреля перед королевским дворцом состоялись самые кровопролитные стычки, в которых погибло от 200 до 300 человек. В конечном итоге, даже многие полицейские отказывались разгонять демонстрантов и не вмешивались, когда некоторые протестующие громили государственное имущество (например, автомобиль премьер-министра и статую короля Махендры), в результате чего лидеры отменили дальнейшие акции протеста.
После многомесячных кровавых столкновений, в ходе которых погибли порядка 500 человек и тысячи были арестованы, король Бирендра был вынужден согласиться с ролью конституционного монарха и пойти на создание нового правительства, главой которого 6 апреля был назначен умеренный монархист Локендра Бахадур Чанд. Вечером 8 апреля 1990 года король объявил об отмене запрета на деятельность политических партий. Однако оппозиция, выражая настроения всё более широких слоёв настроения, требовала более решительных реформ.
Через восемь дней, 16 апреля, под давлением оппозиционных партий и народных протестов король распустил Национальный панчаят и отказался от неограниченной власти. 19 апреля было сформировано коалиционное временное правительство во главе с лидером Непальского конгресса Кришной Прасадом Бхаттараи, включавшее также представителей ОЛФ и правозащитных организаций, а также двоих членов кабинета, назначенных королём. Переходное правительство обещало разработать новую конституцию и провести в течение года всеобщие свободные парламентские выборы.
Народное движение 1990-х разработало конституцию, которая вступила в силу в ноябре 1990 года. Эта конституция вынудила монархию короля Бирендры Бир Бикрам Шаха Дева передать право принятия решений непальскому народу. Путём митингов и протестов король Бирендра склонили к соблюдению новой народной конституции, «определяющей народ как источник политической легитимности… и гарантирующей основные права». Граждане Непала в возрасте 18 лет и старше получили право голоса. Из-за высокого уровня неграмотности (почти 40 % населения) политические партии ассоциировались с символикой. Например, Непальский конгресс в бюллетене можно было узнать по изображению дерева, а объединённую компартию — солнца.
Впрочем, воплощение конституции столкнулось со многими трудностями из-за пропасти между элитами и типичным избирателем. Лидеры наиболее известных партий, как правило, являлись выходцами из высших классов и каст, не представляя интересы большинства населения Непала.